# Jüdische Sprachen
Als jüdische Sprachen werden historische und moderne Sprachen bezeichnet, die von Sprechern, die sich ethnisch und/oder religiös als Juden verstehen, mit muttersprachlicher Kompetenz beherrscht werden und dabei mehr oder weniger stark von nicht-jüdischen Sprachen bzw. Sprachvarianten abweichen. Es handelt sich dabei um teilweise ganz verschiedene Sprachen, nicht um eine Sprachfamilie.

## Charakteristik
Es lassen sich analytisch drei Gruppen von jüdischen Sprachen unterscheiden:
- Sprachen, die eindeutig mit dem Judentum assoziiert und von Juden gebraucht werden (altes und modernes Hebräisch, Jiddisch).
- Sprachen, die mehr oder weniger abweichende und mit spezifisch jüdischen linguistischen Merkmalen versehene Varianten von Sprachen sind, die auch von Nicht-Juden verwendet werden, wobei gegenseitige Verständlichkeit weitgehend gegeben ist (z. B. Ladino; historisch: Knaanisch).
- Jüdische Varianten von Aramäisch, Arabisch, Französisch, Italienisch, Tschechisch usw.

Der Oberbegriff jüdische Sprachen bezeichnet keine „Sprachfamilie“ von genetisch miteinander verwandten Einzelsprachen, sondern ist eher eine soziolinguistische Sammelbezeichnung. Auch lassen sich die oben genannten Gruppen nicht sauber voneinander abgrenzen. So wäre etwa das Ladino als Variante des kastilischen Spanisch für Spanier durchaus verständlich; es hat jedoch aus historischen Gründen vorwiegend auf dem Balkan, in Nordafrika, Israel und der Türkei überlebt, wo die nicht-jüdische Bevölkerung keine romanischen Sprachen spricht, und wird erst durch diese sprachliche Isolierung „typisch jüdisch“.
Analog gilt dies für die bis in die zweite Hälfte des 20. Jahrhunderts größte jüdische Sprache, das Jiddische; ursprünglich eine Variante des Mittelhochdeutschen, wurde es erst durch die sprachliche Isolierung seiner Sprecher in der slawischsprachigen Umwelt Osteuropas bzw. später der anglophonen zu einem typischen Kennzeichen jüdischer Kultur.
Gemeinsames Merkmal aller jüdischer Sprachen ist das Vorhandensein eines mehr oder weniger umfangreichen Sonderwortschatzes meist hebräischer Herkunft vorwiegend (aber nicht ausschließlich) aus dem religiösen Bereich, die Verwendung des hebräischen Alphabets (mit Einschränkungen – z. B. wurde das Ladino in der Regel mit lateinischen Buchstaben geschrieben) und die Beachtung von orthographischen Regeln aus der talmudischen Zeit.